# الدوري الإنجليزي لكرة القدم 1914–15
الدوري الإنجليزي لكرة القدم 1914–15 (بالإنجليزية: 1914–15 Football League)‏ هو موسم من دوري كرة القدم الإنجليزي. فاز فيه نادي إيفرتون.